# Incidente del Tupolev Tu-134 di LAM Mozambique Airlines del 1986
Con incidente aereo del Tupolev Tu-134 mozambicano del 1986, si designa un disastro aereo avvenuto il 19 ottobre 1986, quando si schiantò un aereo di linea Tupolev Tu-134 appartenente al governo della Repubblica Popolare del Mozambico che stava trasportando il Presidente Samora Machel ed altre 43 persone. L'aereo, partito da Mbala in Zambia e diretto alla capitale del Mozambico Maputo, si schiantò a Mbuzini in Sudafrica. Nove passeggeri ed un membro dell'equipaggio sopravvissero allo schianto, ma il presidente Machel ed altre 33 persone morirono, inclusi ministri e funzionari del governo del Mozambico.